# Гарднервілл (Невада)
Гарднервілл (англ. Gardnerville) — переписна місцевість (CDP) в США, в окрузі Дуглас штату Невада. Населення — 6211 особа (2020).

## Географія
Гарднервілл розташований за координатами 38°56′20″ пн. ш. 119°44′13″ зх. д. / 38.93889° пн. ш. 119.73694° зх. д. (38.939006, -119.736886).  За даними Бюро перепису населення США в 2010 році переписна місцевість мала площу 12,44 км², уся площа — суходіл.

### Клімат
| Клімат : Гарднервілл  | Клімат : Гарднервілл | Клімат : Гарднервілл | Клімат : Гарднервілл | Клімат : Гарднервілл | Клімат : Гарднервілл | Клімат : Гарднервілл | Клімат : Гарднервілл | Клімат : Гарднервілл | Клімат : Гарднервілл | Клімат : Гарднервілл | Клімат : Гарднервілл | Клімат : Гарднервілл | Клімат : Гарднервілл |
| Показник              | Січ.                 | Лют.                 | Бер.                 | Квіт.                | Трав.                | Черв.                | Лип.                 | Серп.                | Вер.                 | Жовт.                | Лист.                | Груд.                | Рік                  |
| Середній максимум, °C | 7,2                  | 10,6                 | 13,9                 | 17,8                 | 22,8                 | 27,8                 | 32,8                 | 31,7                 | 27,8                 | 21,1                 | 13,3                 | 8,3                  | 19,4                 |
| Середній мінімум, °C  | −8,3                 | −5,6                 | −3,9                 | −1,1                 | 2,8                  | 6,1                  | 8,9                  | 7,8                  | 3,9                  | −1,1                 | −5                   | −7,8                 | 0,0                  |
| Норма опадів, мм      | 41                   | 30                   | 20                   | 13                   | 13                   | 10                   | 8                    | 8                    | 8                    | 13                   | 23                   | 36                   | 218                  |
| --------------------- | -------------------- | -------------------- | -------------------- | -------------------- | -------------------- | -------------------- | -------------------- | -------------------- | -------------------- | -------------------- | -------------------- | -------------------- | -------------------- |
| Джерело: Weatherbase  |                      |                      |                      |                      |                      |                      |                      |                      |                      |                      |                      |                      |                      |

## Демографія
Згідно з переписом 2010 року, у переписній місцевості мешкало 5656 осіб у 2453 домогосподарствах у складі 1426 родин. Густота населення становила 455 осіб/км².  Було 2687 помешкань (216/км²).
Расовий склад населення:
| - 88,9 % — білих - 2,0 % — азіатів - 1,5 % — корінних американців - 0,4 % — чорних або афроамериканців - 0,2 % — вихідців з тихоокеанських островів - 4,2 % — осіб інших рас |

До двох чи більше рас належало 2,7 %. Частка іспаномовних становила 14,5 % від усіх жителів.
За віковим діапазоном населення розподілялося таким чином: 24,0 % — особи молодші 18 років, 55,9 % — особи у віці 18—64 років, 20,1 % — особи у віці 65 років та старші. Медіана віку мешканця становила 41,0 року. На 100 осіб жіночої статі у переписній місцевості припадало 93,1 чоловіків;  на 100 жінок у віці від 18 років та старших — 86,5 чоловіків також старших 18 років.
Середній дохід на одне домашнє господарство  становив 55 380 доларів США (медіана — 42 198), а середній дохід на одну сім'ю — 63 171 долар (медіана — 50 000). Медіана доходів становила 48 036 доларів для чоловіків та 45 248 доларів для жінок. За межею бідності перебувало 16,1 % осіб, у тому числі 26,4 % дітей у віці до 18 років та 10,4 % осіб у віці 65 років та старших.
Цивільне працевлаштоване населення становило 2024 особи. Основні галузі зайнятості: освіта, охорона здоров'я та соціальна допомога — 18,4 %, мистецтво, розваги та відпочинок — 16,3 %, виробництво — 11,5 %, науковці, спеціалісти, менеджери — 10,8 %.